# Manataria hercyna
Manataria hercyna is een vlinder uit de onderfamilie Satyrinae van de familie Nymphalidae. De wetenschappelijke naam van de soort is voor het eerst geldig gepubliceerd in 1816 door Jacob Hübner.